# Nahshon
Nahshon ou Nachshon (Hébreu נַחְשֹׁ֖ון, Grec ναασσων) est, selon la Bible hébraïque, le chef de la tribu de Juda durant l'Exode et le voyage de quarante ans des Israélites dans le désert. Il ne survit pas au voyage. Il fait partie d'une ligne de descendants qui comprend David et tous les rois du Royaume de Juda.

## Généalogie
Nahshon est le fils de Amminadab et le père de Salmôn. Il a une sœur, Élishéba, mariée avec Aaron (frère de Moïse) père de ses quatre fils, Nadab, Abihu,  Éléazar et Ithamar.